# Nyékonakpoé
Nyékonakpoé est un quartier du quatrième arrondissement de la ville de Lomé, capitale du Togo.
C'est un quartier populaire et il se situe à l'ouest du centre ville, au nord du quartier Kodjoviakopé.
On y trouve aussi le lycée français.

## Situation
Le quartier s'étend du boulevard du 13 janvier à la frontière du Ghana et, vers le nord, jusqu'à la lagune,.
|         | Tokoin-Ouest | Octaviano-Nétimé       |
| (Ghana) | Nyékonakpoé  | Quartier administratif |
|         | Kodjoviakopé |                        |